# Российско-суданские отношения
Российско-суданские отношения — двусторонние дипломатические отношения между Россией и Суданом.

## История
Дипломатические отношения между СССР и Суданом были установлены 5 января 1956 года. 
В 1960-х годах связи между странами носили стабильный характер, успешно развивалось сотрудничество в различных областях.  

С начала 1970-х годов Судан в одностороннем порядке начал свёртывание контактов с СССР. 

После военного переворота в апреле 1985 года, по инициативе суданской стороны отношения между странами стали постепенно восстанавливаться.
29 декабря 1991 года Судан официально признал Российскую Федерацию в качестве правопреемницы Советского Союза.
27 марта 2014 года, на голосовании Генеральной Ассамблеи ООН по вопросу непризнания референдума в Крыму, Судан проголосовал против, таким образом признав референдум в Крыму и поддержав Россию.
Государственный переворот в Судане в октябре 2021 года максимально усложнил, а в некоторых областях фактически свел на нет возможности реализации крупных и перспективных российско-суданских проектов, в первую очередь — в военной и военно-технической сферах. 
9 февраля 2023 года глава МИД России С. Лавров встретился, в рамках своего турне по Африке, с военным руководством Судана.  Он провёл переговоры с главой правящего Совета по суверенитету Судана, генералом Абделем аль-Бурханом, а также с его заместителем генералом Мохаммедом Хамданом Дагало. На пресс-конференции после встречи Лавров подтвердил, что российские горнодобывающие компании работают в Судане.
11 февраля того же года Associated Press сообщило о согласовании военным правительством Судана соглашения о строительстве российской военно-морской базы в Порт-Судане на Красном море. Соглашение позволяет России расположить на территории базы до 300 военнослужащих и одновременно содержать до четырех кораблей ВМФ.  Взамен Россия должна предоставить Судану вооружение и военную технику.

## Военно-техническое сотрудничество
В ноябре 2020 года Президент России Владимир Путин поручил Минобороны России создать в Судане Пункт материально-технического обеспечения (ПМТО) ВМФ России; договор о создании ПМТО был заключен в декабре 2020 (предполагается, что контингент российских военнослужащих составит не более 300 человек и не более четырех кораблей одновременно). После военного переворота 2021 года переговоры застопорились.
После визита  С. Лаврова в феврале 2023 военные дали согласие на сделку, соглашение будет ожидать ратификации.